# Batteria Martignano
La batteria di Martignano (originariamente Batterie Martignano) è una delle fortificazioni austro-ungariche facente parte della Fortezza di Trento (Festung Trient). Essa appartiene al grande sistema di fortificazioni austriache al confine italiano. Anche se viene spesso identificata come Forte Martignano (Werk Martignano), i documenti originali della direzione del Genio di Trento la identificano come batteria.

## Ubicazione
La batteria si trova a una quota di circa 405 metri in frazione Martignano sul versante sinistro del fiume Adige. Una strada asfaltata sul tracciato della strada militare originale alla destra della chiesa di Martignano conduce al cancello della villa privata nel cui parco sorgono i resti della batteria.

## Storia

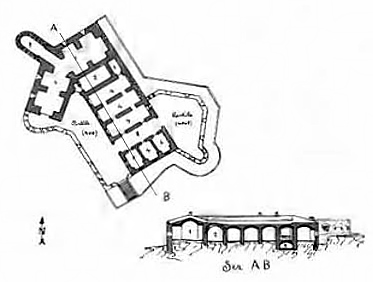
Piantina del forte

Questa fortezza è una delle più antiche della Festung Trient e copre superficie di 7091 m². Infatti esso venne costruito nei primi anni del 1860, in un'ottima posizione strategica che gli permetteva di fungere da perno di collegamento tra il fronte occidentale della fortezza di Trento, il fronte settentrionale (forte Rocchetta) e il fronte orientale (Complesso fortificato di Civezzano).
Dall'altura dove si trova, poteva controllare la Val d'Adige sia a nord che a sud. Infatti l'armamento comprendeva ben 12 bocche da fuoco da 15 cm e da 12 cm, di tipo M61: due erano rivolte al tagliata stradale Bus de Vela, due verso il Doss Trento, due verso Gardolo, quattro verso Martignano ed infine due verso le retrovie del complesso di Civezzano. In definitiva poteva colpire in direzione di tutti e quattro i punti cardinali, ed a ciò è dovuta la sua forma estremamente irregolare.
Come tanti altri forti ottocenteschi, allo scoppio della prima guerra mondiale era già obsoleto. Fu quindi disarmato e adibito a magazzino mentre i suoi armamenti principali e secondari vennero spostati in postazioni campali poste nelle vicinanze. Alla fine della seconda guerra mondiale, e precisamente il 28 settembre 1947, fu dimesso dal Ministero della difesa e inizialmente valutato 100.000 lire e nel 1955 un milione di lire. In seguito fu trasferito dal demanio militare a quello civile; per 3 anni a Remigio Serafini con un canone pari a 500 lire l'annue e in seguito per sei anni a Carlo Giuliani. Il 3 settembre 1955 il demanio lo radiò e fu venduto il 20 novembre dell'anno successivo alla "Società Italiana Esplosivi Cheddite" di Torino, la quale lo utilizzò come polveriera. Oggi, il forte è stato incluso nel parco di una villa ed è proprietà privata.

## Descrizione
La batteria fu costruita su di un solo livello con pietra ricavata dalle cave limitrofe. Alla fine degli anni 1860 venne continuamente ammodernata con varie aggiunte. La sua struttura si presenta irregolare, con una caponiera, e due mura che, fuoriescendo da questa, riparavano cortili interni.
Percorrendo il suo interno si trovano a partire dalla destra, l'alloggio degli ufficiali, uno primo alloggio per la guarnigione e la cucina. Di fronte a questi, vi erano altri tre alloggi per i soldati; infine il deposito munizioni e quello per i viveri. La parte attiva del forte, ovvero da dove di sparava, era posta a nord tra la caponiera che a sua volta era dotata di feritoie per la difesa da vicino. Altre feritoie erano naturalmente presenti lungo tutto il perimetro del forte.

## Armamento

### Armamento principale
- 4 cannoni da 12 cm. Mod. 61 in casamatta.[3]

### Armamento secondario
- 2 cannoni da 9 cm. Mod. 75 in cannoniera minima.